# Коллекционирование упаковки
Коллекционирование упаковки, или филолидия (др.-греч. φιλέω — люблю и англ. lid — крышка) — хобби, заключающееся в собирании коллекции упаковки различных товаров или её частей.
Такие коллекции часто начинают собирать дети, которым нравится яркая и разнообразная упаковка. Вырастая, дети обычно забывают о своих коллекциях, но некоторые продолжают пополнять их и постепенно те разрастаются до огромных размеров, приобретая историческое значение, отражая бытовые особенности прошлого.

## Некоторые объекты коллекционирования
- Пивные бутылки
- Алюминиевые банки
- Спичечные этикетки (филумения)

Этикетки кондитерской упаковки фабрики «17. Jūnijs», Рига, Латв. ССР

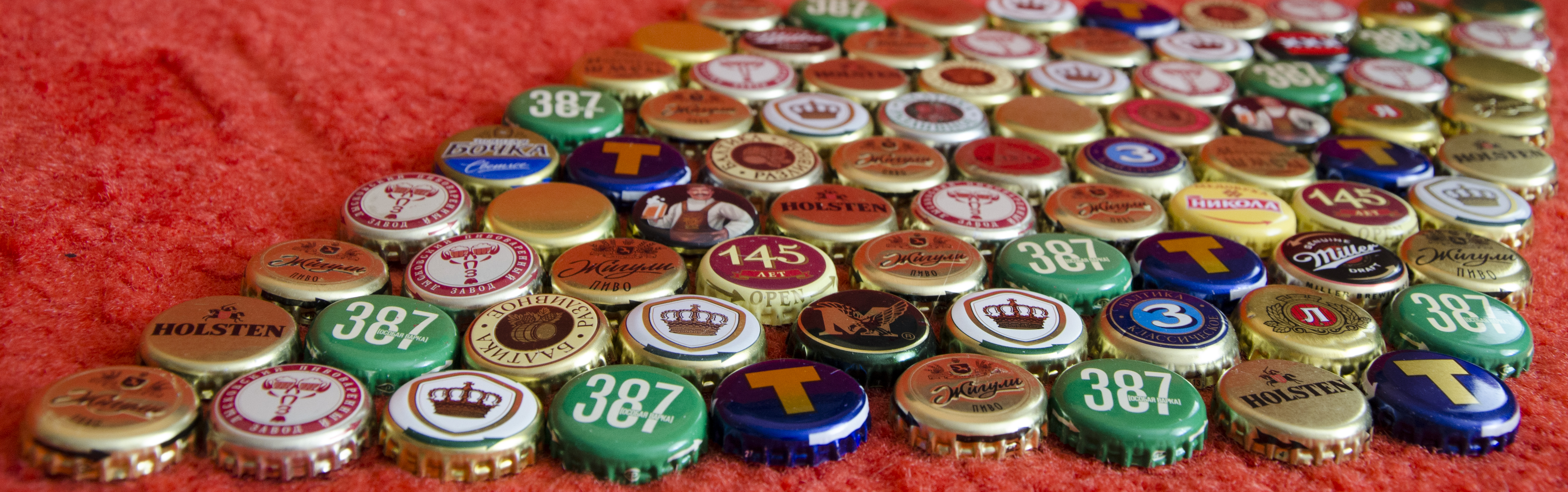
Коллекция пивных пробок

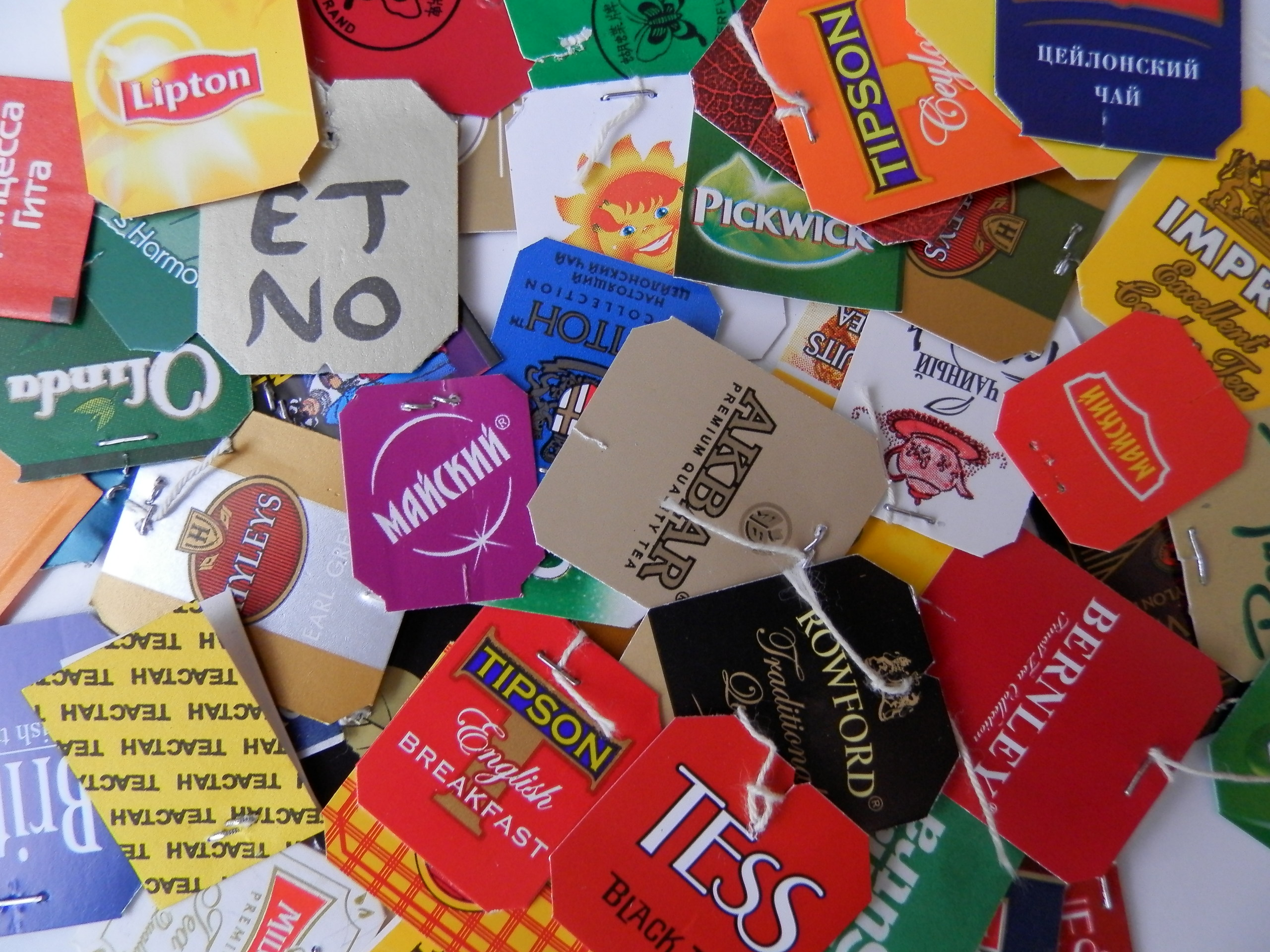
Собрание чайных ярлыков

- Этикетки от бутылок (см. например, Музей пивных этикеток)
- Крышки от бутылок
  - Металлические крышки от пива
  - Крышки от пластиковых бутылок (филолидия) (Самая большая в России коллекция пластиковых крышек)
- Конвертики и упаковка бритвенных лезвий (ксирофилия)
- Упаковка от табачных изделий (никовилия)
- Обёртки, вкладыши и наклейки от жевательной резинки (Сайт о коллекционировании оберток и этикеток от жевательной резинки)
- Обёртки от туалетной бумаги
- Упаковка презервативов
- Фантики и коробки от конфет, упаковки от шоколада (сакулумистика)
- Этикетки от плавленого сыра — (фромология)
- Упаковка от зубной пасты
- Упаковка от мыла
- Упаковка от пакетиков чая(теонотафилия)
- Упаковка от соков
- Ярлыки от одежды
- Наклейки на консервах
- Цитрусовые наклейки
- Упаковки от жевательной резинки Dirol (Диролмания)

Кроме того, производители товаров, рассчитанных на детей, нередко вкладывают в упаковку товара игрушки, наклейки и т. п. предметы коллекционирования, например игрушки в шоколадных яйцах Kinder Surprise, в наборах McDonald’s.

## Коллекционирование пластиковых крышек
Коллекционирование пластиковых крышек, прежде всего, собирательство пластиковых крышек от пластиковых же, так называемых ПЭТ-бутылок (изготовленных на специальном оборудовании методом выдува из полиэтилентерефталата), главным образом с горлышком стандартного размера с резьбой диаметром 28 мм (от прохладительных напитков, пива и иных ёмкостей с жидкостью), а также пластиковых крышек иных типов и размеров (включая насадки на крышки).
Терминологически для обозначения данного предмета коллекционирования применяются, особенно их производителями, также слова «пробка» или «колпачок», иногда с уточнением — «винтовая/винтовой».
Коллекционные крышки должны нести на лицевой стороне какой-либо информативный текст или изображение (либо их комбинацию), что позволяет их идентифицировать. Рисунок на крышках может быть выполнен рельефным во время их изготовления в пресс-формах. Также, что используется чаще всего, изображение наносится на гладкую заготовку методом тампопечати в один, два и более цветов. Возможно использование и различных наклеек, марок, голографических вставок. Изредка применяются надпечатки и перепечатки для прошедших рекламных акций.
Данный вид коллекционирования существует с начала 90-х годов XX века и особенно распространен в настоящий момент в Японии, России и Израиле.
Начальным моментом массового распространения пластиковых крышек в России следует считать 1994 год, когда в Москве на Новоорловской улице (район Ново-Переделкино) был построен и пущен в действие крупный завод по розливу газированных напитков в ПЭТ-тару компании «Кока-Кола». Напиток «Пепси», главный конкурент «Кока-Колы», появился в России в ПЭТ-бутылках только в 1997 году с запуском завода в Самаре. Затем последовало открытие заводов в Екатеринбурге (1998), Москве (1999) и других городах.
Крупнейшая коллекция 28-миллиметровых пластиковых крышек в России (19 005 экземпляров из 104 стран — на 1 января 2016 года) принадлежит москвичу Михаилу Виноградову. Коллекция выставлена в свободном электронном доступе на всеобщее обозрение.
В силу массовости выпуска и потребления ПЭТ-бутылок и, соответственно, пластиковых крышек к ним (исчисляется миллиардами штук в год), возникают серьёзные экологические проблемы, особенно в России. Для вторичной переработки ПЭТ-тары с горлышек бутылок перед их прессовкой в брикеты необходимо удалять навинченные крышки и контрольные кольца от них, выполненные из полипропилена или полиэтилена и не идущие в обработку. Эта операция выполняется на сортировочном конвейере вручную. К тому же при плотно навинченных  крышках из-за оставшегося в бутылках воздуха может даже не хватить мощности пресса для их брикетирования.
Поскольку пластиковые крышки не представляют интереса для переработчиков вторсырья, большое их количество попадает в почву и участвует в формировании культурного слоя современной цивилизации, являющейся, по своей сути, «мусорным». Чрезвычайно короткий жизненный цикл товаров потребления порождает эфемерность культурных остатков нашего времени в свете будущего археологического изучения. Пластиковые крышки, в благоприятных условиях сохраняющиеся неопределённо долго, могут являться хорошим маркером с довольно точной датировкой. Обычный срок хранения бутилированных напитков составляет от трёх месяцев до одного года, с циклическим характером сбыта и потребления по сезонам. Коллекционирование и каталогизирование крышек, таким образом, может быть своего рода вспомогательной исторической дисциплиной при изучении современности c помощью раскопок.